# Tonny van Lierop
Antoine „Tonny“ Robert Onslow van Lierop (* 9. September 1910 in Vught; † 31. März 1982 in Blaricum) war ein niederländischer Hockeyspieler, der bei den Olympischen Spielen 1936 die Bronzemedaille erhielt. 

## Karriere
Tonny van Lierop war Verteidiger beim Hilversumsche Mixed Hockey Club. Er bestritt 42 Länderspiele für die niederländische Nationalmannschaft.
Beim olympischen Turnier 1928 stand Tonny van Lierop zwar im niederländischen Aufgebot, wurde aber nicht eingesetzt. 
Zu den Olympischen Spielen 1932 entsandten die Niederlande keine Hockeymannschaft. 
1936 in Berlin war Tonny van Lierop Stammspieler in der niederländischen Mannschaft. Die Niederländer gewannen ihre Vorrundengruppe, wobei sie unter anderem die Franzosen mit 3:1 bezwangen. Nach einer 0:3 Halbfinalniederlage gegen die deutsche Mannschaft trafen die Niederländer im Kampf um den dritten Platz erneut auf die Franzosen und siegten mit 4:3.